# Gouberville
Gouberville is een plaats en voormalige gemeente in het Franse departement Manche in de regio Normandië en telt 120 inwoners (2009). De plaats maakt deel uit van het arrondissement Cherbourg.

## Geschiedenis
Op 1 januari 2016 werd Gouberville een commune déléguée van de commune nouvelle Vicq-sur-Mer. Deze status werd op 15 maart 2020 opgeheven.

## Geografie
De oppervlakte van Gouberville bedraagt 2,8 km², de bevolkingsdichtheid is dus 42,9 inwoners per km².
De onderstaande kaart toont de ligging van Gouberville met de belangrijkste infrastructuur en aangrenzende gemeenten.

## Demografie
Onderstaande figuur toont het verloop van het inwonertal.
Angoville-en-Saire · Cosqueville · Gouberville · Néville-sur-Mer · Réthoville · Vrasville